# Schlacht bei Frastanz
Triesen · Hard · Bruderholz · Hallau · Schwaderloh · Frastanz · Calven · Dornach
Die Schlacht bei Frastanz am 20. April 1499 wurde während des Schwabenkriegs zwischen Truppen der Schweizerischen Eidgenossenschaft und des Schwäbischen Bundes bei Frastanz in der Nähe von Feldkirch ausgetragen.
Im März 1499 unternahmen Truppen des Schwäbischen Bundes im Rahmen des Schwabenkriegs einen Raubzug über den Rhein in die eidgenössischen Herrschaften Rheintal und Sax-Forstegg. Die Eidgenossen sammelten deswegen zusammen mit den verbündeten Drei Bünden um die 9000 Mann bei Azmoos, weshalb die vornehmlich habsburgischen Truppen aus Tirol und Vorderösterreich wieder über den Rhein zurückwichen. Sie zogen in befestigte Stellungen hinter der Stadt Feldkirch, wo sie bei der Illklamm mit einer Letzi den Eidgenossen den Weg in die dahinterliegenden Talschaften des Montafon versperrten.
Die Eidgenossen begannen zuerst mit der Belagerung der Burg Gutenberg, die sie jedoch mangels Artillerie nicht einzunehmen vermochten. Nach Erkundungen des erfahrenen Urner Söldnerführers Heini Wolleb wurde der Angriff auf die Letzi bei Frastanz beschlossen. Dabei wurde nicht eine hoffnungslose Attacke auf die starke Front geplant, sondern eine Umgehung über den Royasattel oberhalb Galmist und Fellengatter, um in die weniger stark geschützte Flanke der Letzi einzufallen.

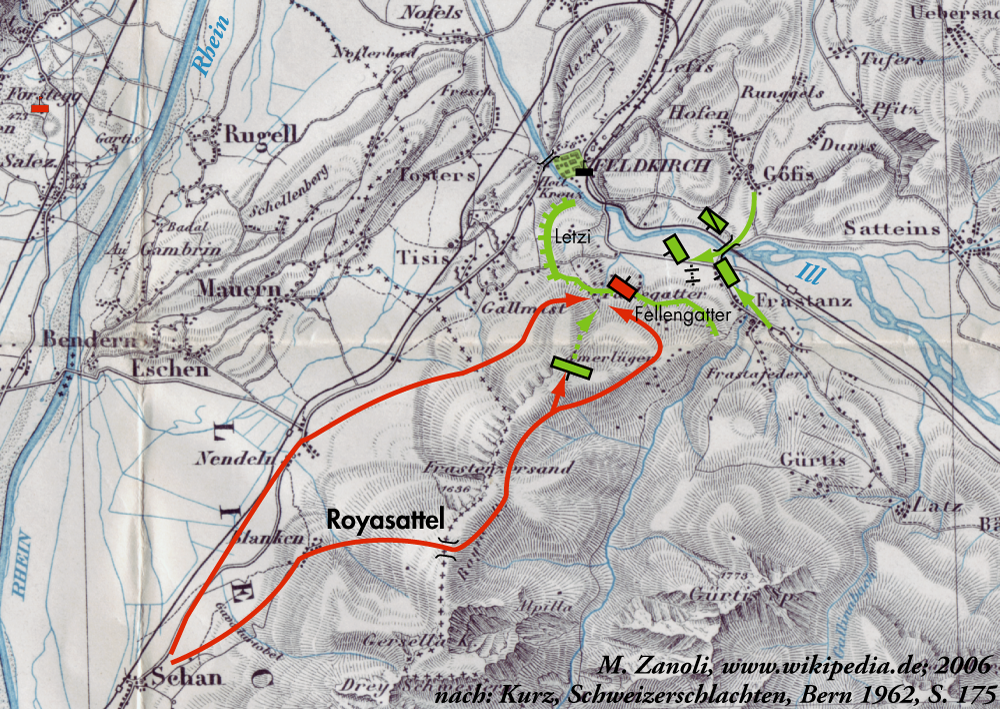
Übersichtsplan über die Schlacht bei Frastanz. Rot dargestellt die Eidgenossen, Grün der Schwäbische Bund

Die eidgenössische Streitmacht wurde dazu in drei Teile aufgespalten. 2000 von Wolleb ausgesuchte Kämpfer sollten zuerst den Royaberg von den habsburgischen Truppen säubern. Die Hauptmacht von gegen 5000 Mann unter dem Kommando von Ulrich von Hohensax sollte inzwischen über den Westhang des Royaberges durch den Wald nach Fellengatter ziehen. Das bündnerische Kontingent von ca. 1600 Mann sollte zur Bindung der Garnison von Feldkirch zurückbleiben.
Der Angriffsplan schien zuerst fehlzuschlagen, da Wollebs Truppe beim Vorderälpele von rund 300 habsburgischen Büchsenschützen und 1500 Mann tirolischer Erzknappen aufgehalten wurde. Nach heftigem Kampf wurden die Tiroler jedoch überwunden und den Berghang hinuntergetrieben, wo sie durch die eidgenössische Hauptmacht aufgerieben wurden. Bei Fellengatter vereinigten sich die beiden Kontingente wieder. Die Truppen des Schwäbischen Bundes zogen am Bach Samina den Eidgenossen entgegen und brachten ihre starke Artillerie in Stellung. Da die Eidgenossen vorerst in ihrer überhöhten Position angesichts des kampfbereiten Gegners zu zögern schienen, griffen die Schwaben an. Dabei musste jedoch die Reiterei zurückbleiben, da sie sich grösstenteils jenseits der Ill befand. Nachdem durch das Abfeuern der schwäbischen Artillerie das ganze Heer im Rauch lag, attackierten jetzt die Eidgenossen und überwanden dank ihrer überlegenen Spiesskämpfer mit ihrem Gewalthaufen die Schlachtreihe. Die verzweifelt zurückweichenden schwäbischen und habsburgischen Landsknechte wurden an den Ufern der Ill niedergemetzelt oder ertranken. Die Eidgenossen verloren nur um die 11 Mann während über 3000 Mann des Schwäbischen Bundes ihr Leben einbüssten.
Die Schlacht bei Frastanz war neben der Schlacht bei Dornach eine der blutigsten und wichtigsten Entscheidungsschlachten des Schwabenkrieges. Die Eidgenossen verloren dabei den bekannten Söldnerführer Heini Wolleb aus Uri, dessen gewagter Strategie der Sieg letztlich zu verdanken war.